# Dekret o požáru Říšského sněmu

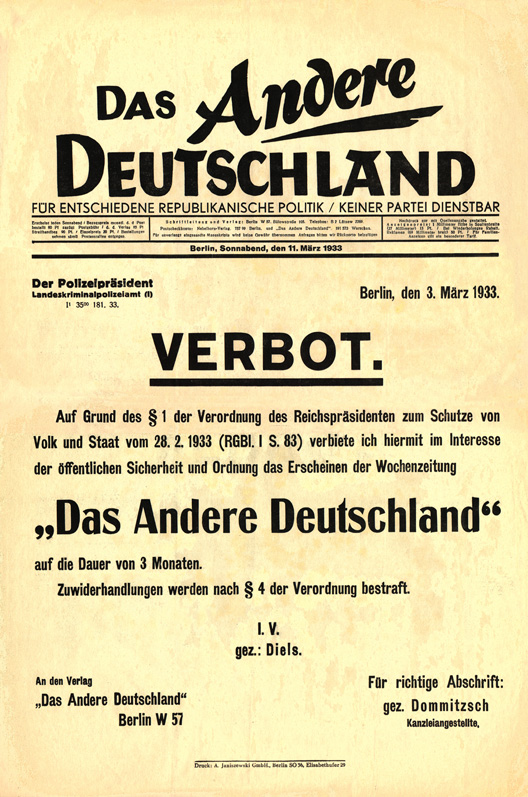
Poslední vydání Das Andere Deutschland, oznamující vlsatní zákaz (Verbot) policií na podkladě dekretu

Dekret o požáru Říšského sněmu (německy Reichstagsbrandverordnung) je neformální označení Rozkazu říšského prezidenta na ochranu lidu a státu vydaného německým prezidentem Hindenburgem v odpovědi na požár Říšského sněmu 27. února 1933. Dekret pozastavil řadu občanských práv. Dekret legalizoval uvěznění odpůrců nacistického režimu.